# État de Katsina
Pour les articles homonymes, voir Katsina (homonymie).
Katsina est un État du nord du Nigeria.

## Histoire
L'État de Katsina a été créé le 23 septembre 1987 à partir de la moitié nord de l'État de Kaduna. Ses frontières correspondent à celle de la province de Katsina de l'ancienne région du Nord.

## Géographie
L'État est bordé au nord par le Niger, à l'est par les États de Jigawa et Kano, au sud par l'État de Kaduna et à l'ouest par l'État de Zamfara
|         | Maradi          | Zinder |
| Zamfara | État de Katsina | Jigawa |
|         | Kaduna          | Kano   |

Du fait du climat très sec, les rivières (Koza, Sabke, Tagwai, Gada, Karaduwa, Bunsuru, Gagare, Turami, Sokoto, Tubo, Chalawa, Galma…) ne sont alimentées que durant la saison des pluies.

### Principales villes
| Ville      | population (estimation 2010) |
| ---------- | ---------------------------- |
| Katsina    | 213 604                      |
| Funtua     | 75 029                       |
| Malumfashi | 36 947                       |
| Daura      | 32 946                       |
| Dutsin-Ma  | 23 825                       |
| Batsari    | 19 359                       |
| Jibia      | 18 331                       |
| Dan Dume   | 16 639                       |

## Divisions
L'État de Katsina est divisé en 34 zones de gouvernement local : Bakori, Batagarawa, Batsari, Baure, Bindawa, Charanchi, Dandume, Danja, Dan Musa, Daura, Dutsi, Dutsin-Ma, Faskari, Funtua, Ingawa, Jibia, Kafur, Kaita, Kankara, Kankia, Katsina, Kurfi, Kusada, Mai'Adua, Malumfashi, Mani, Mashi, Matazu, Musawa, Rimi, Sabuwa, Safana, Sandamu et Zango.

## Économie

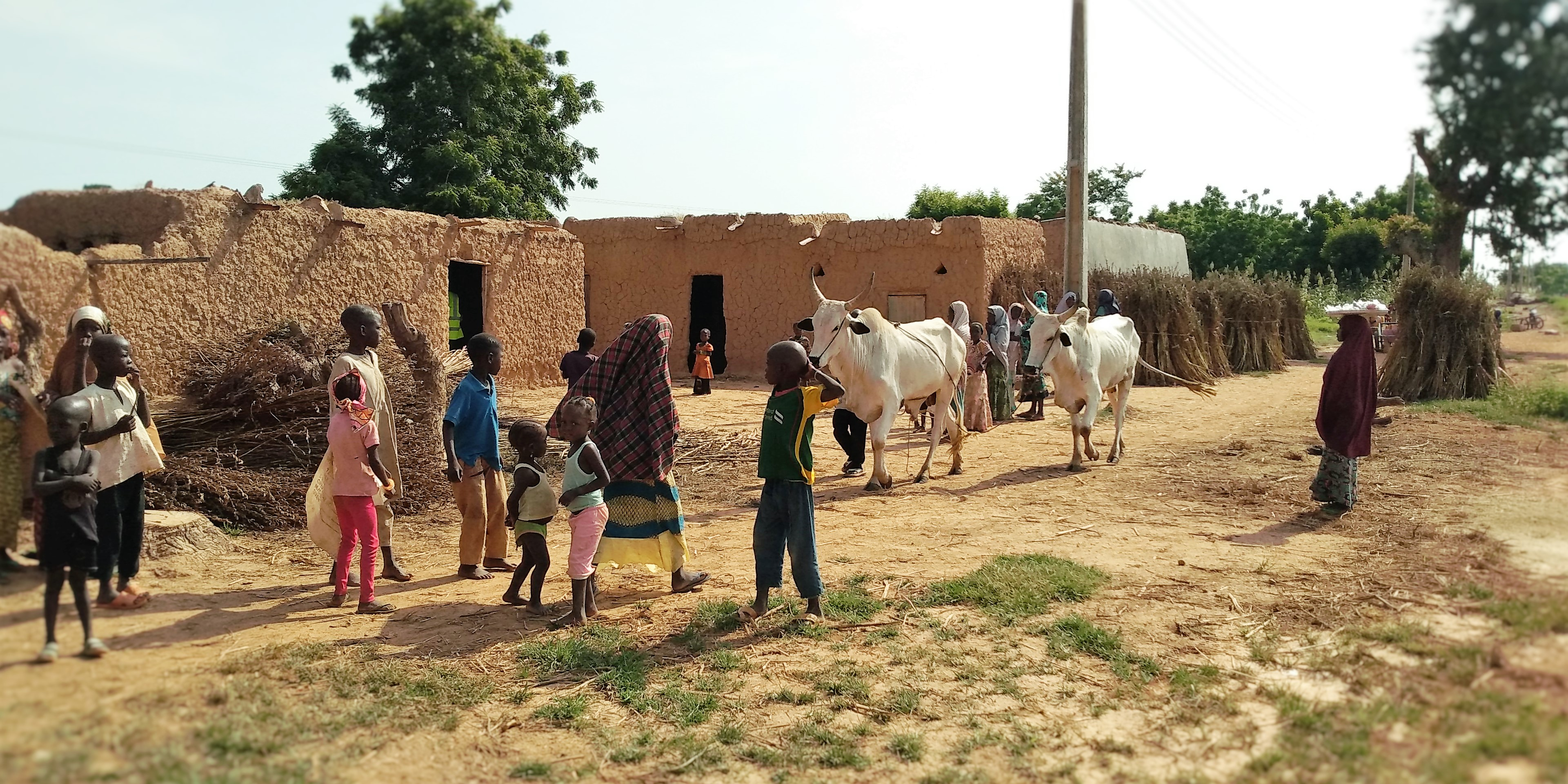
Vie rurale dans l'État de Katsina.

Katsina est un État principalement agricole : coton, arachides, millet, maïs, riz et blé y sont cultivés.

## Culture
L'état est principalement peuplé d'Haoussas et de Peuls.